# Loxopholis southi
Loxopholis southi — вид ящірок родини гімнофтальмових (Gymnophthalmidae). Мешкає в Коста-Риці, Панамі і Колумбії. Вид названий на честь американського лікаря і орнітолога Джона Гловера Саута.

## Підвиди
Виділяють два підвиди:
- Loxopholis southi southi (Ruthven & Gaige, 1924);
- Micrurus tschudii tschudii (Taylor, 1955).

## Поширення і екологія
Loxopholis southi мешкають в Коста-Риці, Панамі і Західній Колумбії (Чоко, Рисаральда, Вальє-дель-Каука, Антіокія). Вони живуть у вологих рівнинних тропічних лісах, серед опалого листя. Зустрічаються на висоті до 850 м над рівнем моря.